# Cathy Cassidy
Cathy Cassidy, née le 13 juin 1962 à Coventry, est une autrice britannique de romans pour adolescents et jeunes adultes, principalement axés sur la fiction domestique. 
Après des études à l'université de Liverpool John Moores, Cathy Cassidy obtient un poste de rédactrice en chef au magazine Shout (en). Elle l'occupe pendant douze ans tout en donnant des cours d'art dans les écoles primaires. Elle reprend ensuite des cours à l'université pour devenir professeur d'art. Elle enseigne à Coventry pendant quelques années avant de suivre son mari en Écosse.[réf. nécessaire]
Elle est connue pour ses séries Daizy Star  et Chocolate Box Girls (Les Filles au chocolat).

## Œuvres
- Les Filles au chocolat (également adaptés en bandes dessinées sous les mêmes titres, mais avec une modification du découpage) [1] :
  - Cœur cerise (tome 1)
  - Cœur guimauve (tome 2)
  - Cœur mandarine (tome 3)
  - Cœur salé (tome 3,5)
  - Cœur coco (tome 4)
  - Cœur vanille (tome 5)
  - Cœur sucré (tome 5,5)
  - Cœur poivré (tome 5,75)
  - Cœur cookie (tome 6)
  - Cœur piment (tome 6,5)
  - Cœur praline (tome 7)
  - Cœur caramel (tome 8)
  - Cœur cacao (tome 9)
  - Cœur flocon (tome 9,5)
  - Cœur citron (tome 10)
  - Cœur noisette (n'existe qu'en bande dessinée; en roman : Coeur Praline)
  - Cœur cannelle (n'existe qu'en bande dessinée)
  - Les Secrets des filles au chocolat (édition limitée)
  - Cœur chocolaté ( n'existe qu'en bande dessinée; en roman : Coeur Cacao)
  - Cœur nougat (n'existe qu'en bande dessinée pour le moment)
  - 4 saisons avec les filles au chocolat

- Hors série :
  - Aux délices des anges (existe aussi en bande dessinée)
  - Miss pain d'épices (existe aussi en bande dessinée)
  - Rouge bonbon (existe aussi en bande dessinée)
  - Rose givrée (existe aussi en bande dessinée)
  - Les Cinq Lettres du mot cœur (existe aussi en bande dessinée)
  - La Belle Étoile
  - L'Étoile rebelle 
  - Bleu espoir

- Le Bureau des cœurs trouvés
  - Lexie Melody (tome 1)
  - Sami Melody (tome 2)
  - Sasha Melody (tome 3)
  - Phœnix Melody (tome 4)